# Frauenfußball in Polen
Der Frauenfußball in Polen entwickelte sich seit Mitte der 1970er Jahre kontinuierlich und nimmt in Bezug auf Verbreitung, Popularität und internationale Erfolge einen Mittelfeldplatz innerhalb der europäischen Nationen ein.

## Geschichte
Bereits in den ersten Jahrzehnten des 20. Jahrhunderts organisierten sich polnische Frauen sporadisch zu Mannschaften und trugen vereinzelte Wettkämpfe sowie kleinere Turniere aus. Im September 1921 wurde im Sportverein Unia Poznań die erste offizielle Frauenfußball-Abteilung Polens gegründet. Deren Spuren verlaufen sich jedoch bislang im Sande; es ist zu vermuten, dass das Verbot des Frauenfußballs in England durch die Football Association vom 5. Dezember 1921 auch Auswirkungen auf die gesellschaftliche Einstellung zum Frauenfußball in Polen hatte und die Mannschaft bereits wenige Monate nach ihrer Gründung wieder aufgelöst wurde.
Das erfolgreiche Abschneiden der Männerauswahl Polens bei der Fußball-Weltmeisterschaft 1974 (3. Platz) löste auch unter polnischen Frauen eine neue Welle der Fußballbegeisterung aus. Bereits wenige Wochen später gründete Irena Półtorak im Verein KKS Czarni Sosnowiec im Oberschlesischen Kohlerevier die erste Frauenfußball-Abteilung. Es folgten in geringen Abständen weitere Gründungen, u. a. in Gdynia (TKKF Checz), Jaworzno und Warschau. Im Spätsommer 1979 nahm die erste reguläre Fußballliga der Frauen den Spielbetrieb auf.

## Ligabetrieb und Polnische Meisterschaft
Die polnische Fußballmeisterschaft der Frauen wird offiziell seit der Spielzeit 1979/80 ausgetragen. Rekordmeister ist die Mannschaft von KKS Czarni Sosnowiec (13 Titel zwischen 1980 und 2021), gefolgt von KS AZS Wrocław (8 Titel in Folge zwischen 2001 und 2008).
Von 2005 bis 2010 gab es drei Spielklassen: Ekstraliga, 1. Liga und 2. Liga. Die Ekstraliga und die beiden Staffeln der 1. Liga bestanden in diesem Zeitraum aus je 6 Mannschaften, die pro Spielzeit jeweils zwei Heim- und zwei Auswärtsspiele gegeneinander bestritten.
Die Entwicklung des Interesses am aktiven Fußball unter polnischen Frauen und Mädchen möge die Zahl der gemeldeten Mannschaften in der 2. Liga veranschaulichen:
- 2001/02: 15 (3 Staffeln)
- 2002/03: 28 (5)
- 2003/04: 32 (5)
- 2004/05: 43 (6)
- 2005/06: 43 (8)
- 2006/07: 55 (8)
- 2007/08: 57 (8)
- 2008/09: 60 (8)
- 2009/10: 67 (9)

Ferner wurde 2007 eine Futsal-Liga (seit 2009 in 2 Staffeln), 2008 je eine kleinpolnische Liga für B- und für C- und 2009 eine kleinpolnische Liga für D-Juniorinnen eingeführt.
2010 erfolgte eine Neueinteilung, und der Spielbetrieb findet seither in 4 Spielklassen statt: Ekstraliga (1 Staffel à 10 Mannschaften), 1. Liga (2 à 10), 2. Liga (4 Staffeln mit je 8–10 Mannschaften), 3. Liga (9 Staffeln mit je 4 bis 8). Die Gesamtzahl der am offiziellen Spielbetrieb der Seniorinnen teilnehmenden Mannschaften in der laufenden Spielzeit 2010/11 betrug 112.

## Polnischer Pokal
Der polnische Pokal im Frauenfußball wird seit 1985 vergeben. Austragungsmodus ist das K.-o.-System. Bisherige Pokalgewinner sind:
- Czarni Sosnowiec (13 Mal)
- Medyk Konin (9)
- AZS Wrocław (4)
- Stilon Gorzów Wielkopolski (3)
- RTP Unia Racibórz (3)
- Pafawag Wrocław (2)
- Górnik Łęczna (2)
- Sparta Złotów (1)
- Zagłębianka Dąbrowa Górnicza (1)
- UKS SMS Łódź (1)

## Teilnahme an UEFA-Cup bzw. Champions League
Seit Einführung des UEFA-Pokals in der Saison 2001/02 nahm alljährlich eine polnische Mannschaft an diesem bislang einzigen europäischen Vereinswettbewerb für Frauen teil. Dies war insgesamt 7 Mal Meister KS AZS Wrocław und einmal in Vertretung Vizemeister UKS Gol Częstochowa (2007/08). Zweimal konnte Wrocław dabei als Sieger eines Miniturniers die 2. Gruppenphase erreichen (2004/05 und 2005/06).
Nachdem der UEFA-Cup 2009 in UEFA Women’s Champions League umbenannt und auch der Modus einigen Änderungen unterzogen worden war (der Polnische Meister muss seitdem kein Miniturnier mehr bestreiten, sondern greift erst im Sechzehntelfinale ins Geschehen ein), durfte im Herbst 2009 der frischgebackene Meister RTP Unia Racibórz an der Premiereauflage des Turniers teilnehmen, scheiterte jedoch schon im ersten Duell am österreichischen Meister SV Neulengbach.

## Nationalmannschaft
Die polnische A-Nationalmannschaft bestritt ihr erstes Spiel am 27. Juni 1981 gegen die Auswahl Italiens in Catania (0:3), ihr erstes Länderspiel auf eigenem Boden am 12. Juli 1984 in Piotrków Trybunalski gegen die Auswahl der damaligen ČSSR (1:4). Bislang konnte sie sich für kein großes internationales Turnier (Europameisterschaft, Weltmeisterschaft oder Olympische Spiele) qualifizieren.
In der FIFA-Weltrangliste der Frauen belegt die polnische Nationalmannschaft derzeit Platz 29 – innerhalb Europas Platz 20 (Stand Dezember 2023).

## Bekannte Spielerinnen im deutschsprachigen Raum
- Dagmara Grad (spielte in der 2. Bundesliga für den BV Cloppenburg)
- Marlene Kowalik (spielte in der Bundesliga für den FCR 2001 Duisburg und für die SGS Essen)
- Maria Makowska (spielte in der Bundesliga für den 1. FFC Turbine Potsdam)
- Agata Mańczyńska (spielte in der 2. Bundesliga für den SV Meppen)
- Ewa Pajor (spielt in der Bundesliga für den VfL Wolfsburg)
- Patrycja Pożerska (spielte in der Bundesliga für den MSV Duisburg)
- Marta Sega (spielte in der 2. Bundesliga für den SV Meppen)
- Marta Stobba (spielte in der Bundesliga für den BV Cloppenburg)
- Agata Tarczyńska (spielte in der Bundesliga für den 1. FC Saarbrücken und MSV Duisburg)
- Agnieszka Winczo (spielte in der Bundesliga für den BV Cloppenburg)
- Dominika Wylężek (spielte in der Bundesliga für den BV Cloppenburg)
- Ewa Żyła (spielte in der 2. Bundesliga für den SV Meppen)